# Кристалічні сланці
Кристалі́чні сла́нці (рос. кристаллические сланцы, англ. crystalline shales, нім. kristalline Schiefer m) — метаморфічні гірські породи, що мають кристалічну будову і характеризуються сланцюватою або смугастою текстурою.
За мінералогічним складом кристалічні сланці поділяють на амфіболові, слюдяні, талькові та інші.
Використовують як будівельний матеріал та вогнетривку сировину.
Кристалічні сланці є великою групою метаморфічних порід з різним мінеральним складом, утворених на мілководних ділянках метаморфізму. Складаються з польового шпату (20%), кварцу (80%), карбонатів (50%) і, перш за все, слюд, амфіболів, епідоту. Часто в їх складі переважає один мінерал. Поняття кристалічного сланцю, особливо в більш ранній літературі, іноді розуміється в широкому сенсі і включає весь метаморфічний сланець і гнейс.

## Гістерогенні мінерали
Гістерогенні мінерали (рос. минералы гистерогенные, англ. hysterogenetic minerals; нім. hysterogene Minerale n pl) – вторинні мінерали кристалічних сланців. Термін маловживаний (F.Becke, 1916).